# Chiesa di San Procolo (Firenze)
La chiesa di San Procolo, anticamente detta dei Santi Procolo e Nicomede, è un luogo di culto cattolico che si trova in via de' Giraldi angolo via de' Pandolfini a Firenze.

## Storia

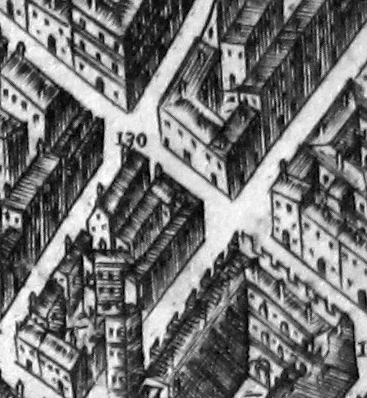
La chiesa nella pianta del Buonsignori (1984)

L'antica chiesa romanica risalente al XIII secolo era orientata fino al Cinquecento verso ponente.
La facciata attuale, nel luogo dell'abside, è in pietra grezza con rosone centrale tamponato e due ampie finestre laterali. Altre tre finestre si aprono sulla fiancata lungo via Pandolfini, nella quale sono riemerse antiche strutture romaniche.
L'edificio venne ristrutturato dal 1739 al 1743 quando divenne sede della confraternita di Sant'Antonio Abate dei Macellai, soppressa poi nel 1785 e, definitivamente XIX secolo.
Nel dopoguerra ospitò la Messa dei poveri, un'iniziativa promossa da Giorgio La Pira. Venne restaurata nei fronti esterni dal Comitato per l'Estetica Cittadina (1954-55 circa), rimettendo in luce il filaretto e le tracce di antichi portali e finestre tamponati e, nell'andito dell'attigua casa al n. 31, una porzione dell'antica facciata. Fu gravemente danneggiata dall'alluvione del 1966, a cui seguirono nuovi restauri. Nel 2005, nonostante si fosse a conoscenza della grave condizione in cui versava il tetto, nessun intervento venne effettuato e un'ampia parte crollò dentro la chiesa distruggendo la volta settecentesca con le quadrature.
Nel 2018, Michel Elefteriades ha acquisito la chiesa di San Procolo dalla nobile famiglia Salviati, per farne una galleria d'arte in cui esporre la sua collezione e le sue creazioni di arte religiosa medievale. Ma nel 2019, dopo che Elefteriades ha acquistato la chiesa, il Ministero dei Beni Culturali italiano ha esercitato il suo diritto di prelazione (diritto di rifiuto), vista l'importanza di questa chiesa, una novità negli ultimi decenni.
Nel 2019 la chiesa e le sue opere sono state acquistato dallo Stato per destinarle ad ampliare il vicino museo del Bargello, anche se attualmente è quasi abbandonata.

## Descrizione

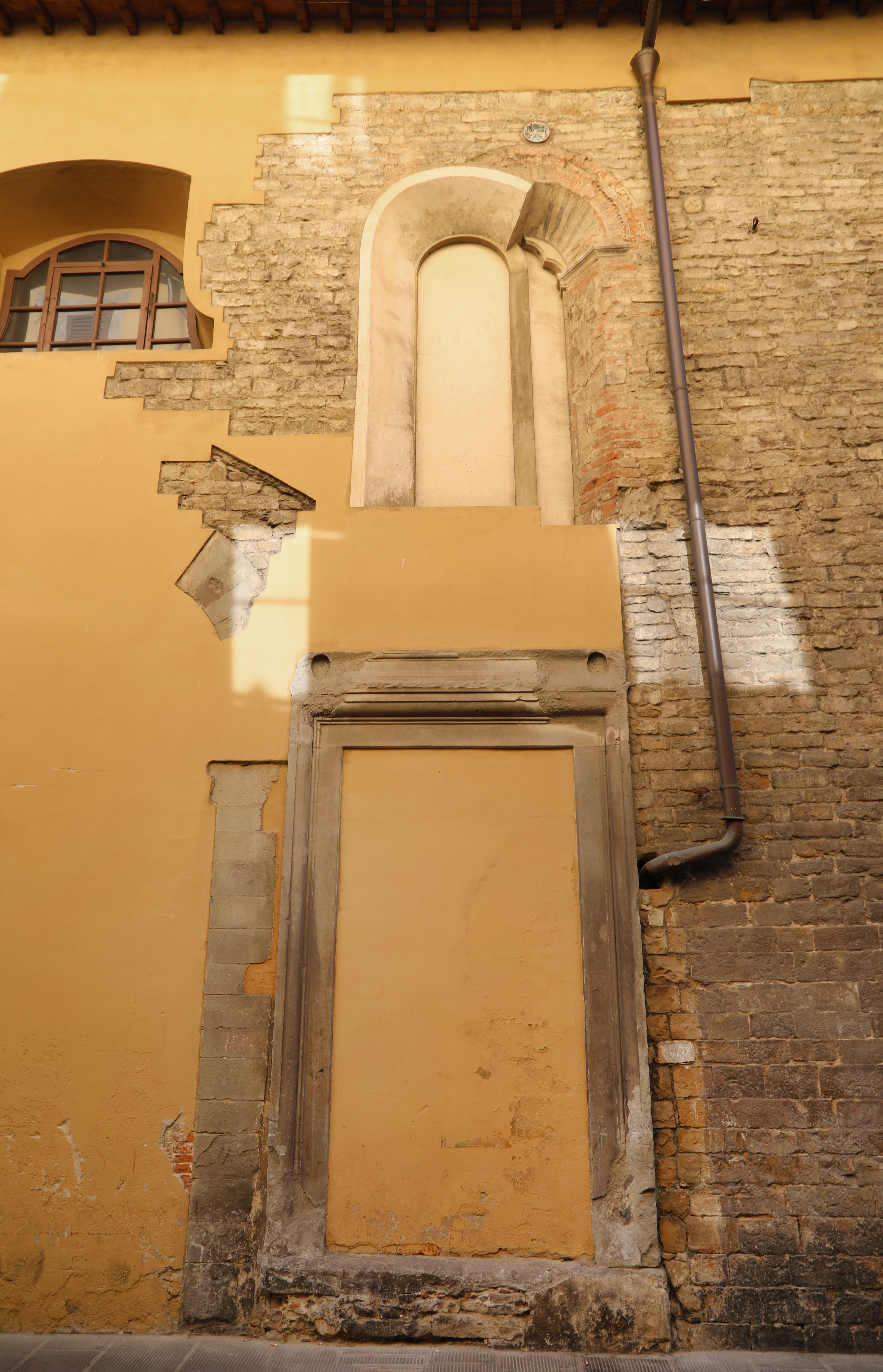
Portale e finestra tamponati sul lato

Sulla facciata, nell'oculo, si trova un affresco con San Procolo, forse settecentesco, e uno stemma con aquila caricata da una crocetta, della famiglia Valori Rustichelli.
Sull'altar maggiore, San Procolo che guarisce un fanciullo di Gaetano Piattoli. Vi si trova inoltre una tela di Matteo Rosselli e una tavola con la Visitazione e santi, variamente attribuita a Ridolfo del Ghirlandaio o a Piero di Cosimo.

## Confraternite
Nella chiesa e nei suoi annessi si riunirono nel tempo alcune confraternite. Tra le più importanti ci furono: 
- Compagnia di Sant'Antonio Abate dei Macellari
- Compagnia di San Giobbe

## Opere già in San Procolo
- Ambrogio Lorenzetti, Trittico di San Procolo e Storie di san Nicola, oggi agli Uffizi
- Lorenzo Monaco, Annunciazione, oggi alla Galleria dell'Accademia
- Filippino Lippi, Crocifissione tra Maria e san Francesco, distrutto
- Filippino Lippi, Maria Maddalena, oggi alla Galleria dell'Accademia
- Filippino Lippi, San Giovanni Battista, oggi alla Galleria dell'Accademia